# Brian Cardinal
Brian Lee Cardinal (2 de mayo de 1977 en Tolono, Illinois) es un exjugador de baloncesto estadounidense y campeón de la NBA en 2010-11 con Dallas Mavericks. En su carrera sumó un total de 456 partidos desde su debut en el año 2000 hasta el 2012. 

## Carrera

### Universidad
Jugó en la Universidad de Purdue, liderando a los Boilermakers al Elite Eight en 2000, su año sénior. También fue miembro de la Theta Chi.

### NBA
Cardinal fue seleccionado por Detroit Pistons en segunda ronda del Draft de 2000. También jugó en Washington Wizards y Golden State Warriors. Antes de hacerlo en los Warriors, disputó unos partidos con el Pamesa Valencia de la Liga ACB española con el que conquistó la ULEB Cup ante el Krka Novo Mesto. Actualmente juega en Dallas Mavericks, equipo con el que ha conseguido un anillo.
El 27 de junio de 2008 fue traspasado a Minnesota Timberwolves junto con Mike Miller, Jason Collins y los derechos de Kevin Love por Antoine Walker, Marko Jarić, Greg Buckner y los derechos de O.J. Mayo. El 17 de febrero de 2010 fue enviado a New York Knicks a cambio de Darko Miličić.

## Estadísticas de su carrera en la NBA

### Temporada regular
| Año     | Equipo       | PJ  | PT | MPP  | %TC  | %3P  | %TL   | RPP | APP | ROB | TPP | PPP |
| ------- | ------------ | --- | -- | ---- | ---- | ---- | ----- | --- | --- | --- | --- | --- |
| 2000-01 | Detroit      | 15  | 0  | 8.4  | .323 | .000 | .611  | 1.5 | .2  | .5  | .1  | 2.1 |
| 2001-02 | Detroit      | 8   | 0  | 5.4  | .462 | .429 | 1.000 | .8  | .3  | .1  | .0  | 2.1 |
| 2002-03 | Washington   | 5   | 0  | 3.0  | .250 | .000 | 1.000 | 1.0 | .2  | .0  | .0  | .8  |
| 2003-04 | Golden State | 76  | 11 | 21.5 | .472 | .444 | .878  | 4.2 | 1.4 | .9  | .3  | 9.6 |
| 2004-05 | Memphis      | 58  | 16 | 24.7 | .370 | .352 | .873  | 3.9 | 2.0 | 1.5 | .3  | 9.0 |
| 2005-06 | Memphis      | 36  | 0  | 11.2 | .414 | .448 | .704  | 1.5 | .9  | .6  | .0  | 3.4 |
| 2006-07 | Memphis      | 28  | 1  | 11.2 | .494 | .409 | .926  | 2.1 | 1.1 | .8  | .0  | 4.5 |
| 2007-08 | Memphis      | 37  | 1  | 11.9 | .341 | .309 | .684  | 2.6 | .6  | .3  | .1  | 3.4 |
| 2008-09 | Minnesota    | 64  | 4  | 14.2 | .385 | .326 | .857  | 2.2 | 1.2 | .6  | .2  | 3.0 |
| 2009-10 | Minnesota    | 29  | 0  | 9.2  | .389 | .333 | .944  | 1.0 | .8  | .3  | .1  | 1.7 |
| 2010-11 | Dallas       | 56  | 4  | 11.0 | .430 | .483 | .944  | 1.1 | .7  | .4  | .1  | 2.6 |
| Total   | Total        | 412 | 37 | 15.0 | .413 | .386 | .861  | 2.5 | 1.1 | .7  | .2  | 5.0 |

### Playoffs
| Año   | Equipo  | PJ | PT | MPP  | %TC  | %3P  | %TL  | RPP | APP | ROB | TPP | PPP |
| ----- | ------- | -- | -- | ---- | ---- | ---- | ---- | --- | --- | --- | --- | --- |
| 2005  | Memphis | 4  | 0  | 19.5 | .391 | .000 | .727 | 3.0 | .5  | .8  | .0  | 6.5 |
| 2006  | Memphis | 3  | 0  | 7.3  | .500 | .500 | .000 | 1.3 | .3  | .3  | .0  | 1.0 |
| 2011  | Dallas  | 9  | 0  | 4.1  | .750 | .750 | .500 | .3  | .2  | .1  | .0  | 1.1 |
| Total | Total   | 16 | 0  | 8.6  | .448 | .400 | .692 | 1.2 | .3  | .3  | .0  | 2.4 |